# Georges de Dramard
Georges de Dramard ou Georges Bonnet de Dramard (né le 23 juin 1838 à Bretteville-sur-Dives et mort le 31 janvier 1900 à Monaco) est un peintre français du XIXe siècle.

## Biographie
Georges de Dramard est le fils de Léon Victor Bonnet de Dramard et de Sophie Adélaïde Claire Delaquaize Marÿe.
Il est cité par le Dictionnaire Bénézit comme peintre de scènes de genre, paysages, natures mortes. Il est l'élève d'Édouard Brandon et de Léon Bonnat. Il expose au Salon à partir de 1868.
Engagé volontaire lors de la guerre de 1870, il est nommé sous-lieutenant le 21 décembre 1870. Il est président et fondateur de la Société française des amis des arts, et de la Société des régates de Cabourg-Dives. Il est président d'un cercle artistique et littéraire rue Volney à Paris. Il est membre du jury et exposant à l'Exposition universelle de Barcelone en 1888.
Il est nommé chevalier de la Légion d'honneur en 1888.

## Œuvres dans les collections publiques
- Caen, musée de Normandie : Portrait d'une vieille servante : paysanne en prière, huile sur toile, 100 × 64 cm, achat auprès de M. H.Bourdin.
- Lisieux, musée d'Art et d'Histoire : Marchande de marée, 1853, huile sur toile, 210 × 140 cm, Salon de 1898 (no 698), don de M. Flurscheim en 1905.
- Monaco, Nouveau Musée national (Monaco), Port de Monaco, huile sur toile, 128 x 79 cm

## Iconographie
- Attribué à Edmond Bénard, Atelier de Georges de Dramard, entre 1880 et 1900, photographie, Paris, Petit Palais[4].
- Léon Bonnat, Portrait de Georges de Dramard, 1893, crayon Conté sur papier, 33,9 × 29,9, Tokyo, musée national de l'Art occidental[5].
- Denys Puech, Georges de Dramard, 1899, buste en bronze, Paris, musée d'Orsay[6].